# Beratender Chirurg
Beratende Chirurgen sind ärztliche Zivilisten oder Reserveoffiziere im Dienst deutscher Streitkräfte. Bis 1907 hießen sie Konsultierende Chirurgen/Ärzte.

## Kaiserreich
Im Ersten Weltkrieg wurde jede Armee und jedes Korps von einem Chirurgen, einem Internisten, einem Pathologen und einem Hygieniker beraten. Andere Fachrichtungen waren im Kriegs-Etappenwesen vertreten.

## Wehrmacht
Zu Beginn des Zweiten Weltkrieges zog die Wehrmacht Fachärzte aller Richtungen zum Dienst im Heer (Wehrmacht) heran. Als Beratende Ärzte wurden sie den Armeegruppen, Heeresgruppen und Wehrkreisärzten zugewiesen. Der BA beim Heeres-Sanitätsinspekteur koordinierte und vertrat die Fachgruppen. Den Lehrstuhlinhabern und ihren habilitierten Oberärzten kam (wie noch heute) besondere Verantwortung zu. Als BA standen jedem Armeearzt drei Chirurgen, ein Internist, ein Hygieniker, ein  Neurologe und ein Pathologe zur Seite.
1944 gab es bei der Heeressanitätsinspektion in Berlin BÄ für nahezu sämtliche Fachgebiete wie Ophthalmologie, Chirurgie, Dermatologie, Gerichtsmedizin, Hygiene, Tropenmedizin, Innere Medizin, Hals-Nasen-Ohren-Heilkunde, Orthopädie, Pathologie, Pharmakologie, Pharmazie, Psychiatrie, Tuberkulose, Wehrpsychologie, Physik und Wehrmedizin.
Als Zivilisten hatten die BÄ nur ein Vorschlagsrecht, keine Befehls- und Kommandogewalt; die meisten waren aber reaktivierte Reserveoffiziere, die mit Dienstgraden in alle Rechte und Pflichten der militärischen Hierarchie eingebunden waren.

## Ordinarien

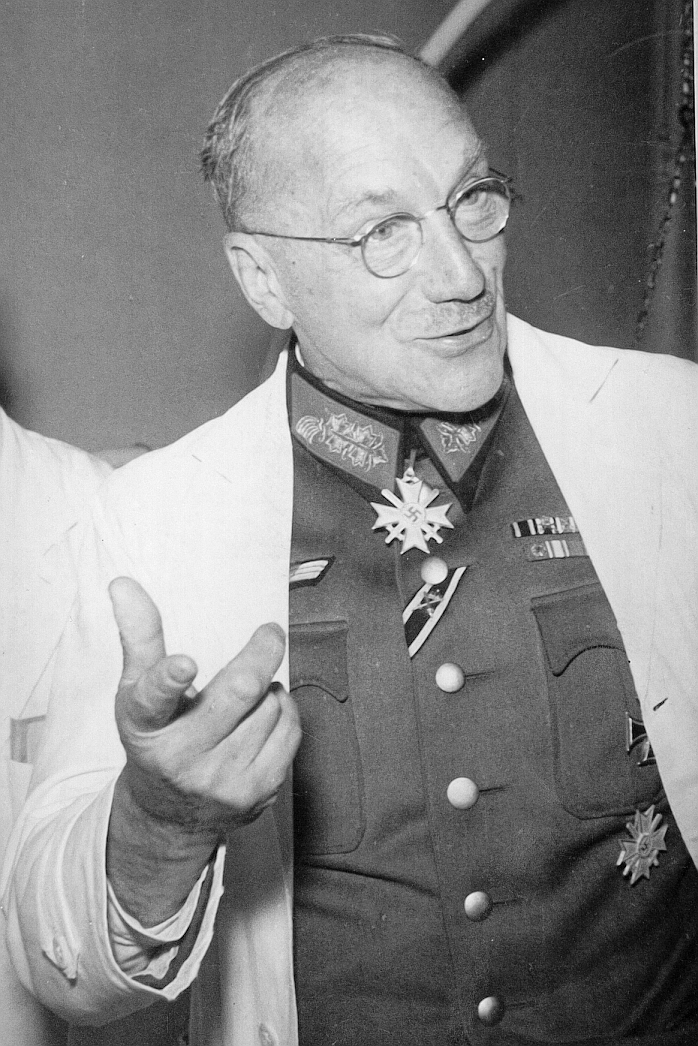
Sauerbruch in Brüssel (1943)

Die Lehrstühle folgender Universitäten stellten beratende Chirurgen:
1. Rheinische Friedrich-Wilhelms-Universität Bonn – Erich von Redwitz (ab 1926)
2. Friedrich-Wilhelms-Universität Berlin (Charité) – Ferdinand Sauerbruch (1927–1948), Paul Rostock (II., 1941–1945), Erwin Gohrbandt (III., ab 1940), Herbert Peiper
3. Schlesische Friedrich-Wilhelms-Universität Breslau – Karl Heinrich Bauer (1933–1943), Hans Killian (1943–1945)
4. Medizinische Akademie Danzig – Heinrich Klose (1935–1945)
5. Medizinische Akademie Düsseldorf – Emil Karl Frey (1931–1943), Max Madlener (1943–1948)
6. Friedrich-Alexander-Universität Erlangen – Otto Goetze (ab 1929)
7. Johann Wolfgang Goethe-Universität Frankfurt am Main – Victor Schmieden (1919–1945)
8. Albert-Ludwigs-Universität Freiburg – Eduard Rehn (ab 1928)
9. Justus-Liebig-Universität Gießen – Friedrich Bernhard (1938–1949)
10. Georg-August-Universität Göttingen – Rudolf Stich (1911–1945)
11. Reichsuniversität Graz – Hans von Seemen (1939–1943),  Adolf Winkelbauer (1943–1947)
12. Ernst-Moritz-Arndt-Universität Greifswald –  Karl Reschke (1936–1941), Hugo Puhl (1942–1943), Hans von Seemen (1944–1945)
13. Martin-Luther-Universität Halle-Wittenberg – Wilhelm Wagner (1938–1945)
14. Universität Hamburg – Georg Ernst Konjetzny (ab 1936)
15. Ruprecht-Karls-Universität Heidelberg – Martin Kirschner (1934–1942), Karl Heinrich Bauer (ab 1943)
16. Reichsuniversität Innsbruck – Burghard Breitner (ab 1932)
17. Friedrich-Schiller-Universität Jena – Nicolai Guleke (ab 1919)
18. Christian-Albrechts-Universität zu Kiel – Wilhelm Fischer (1938–1945)
19. Universität Köln – Hans von Haberer (1930–1944)
20. Albertus-Universität Königsberg – Arthur Läwen (1927–1945)
21. Universität Leipzig – Wilhelm Rieder (1937–1945)
22. Philipps-Universität Marburg – Rudolf Klapp (1927–1944), Oskar Wiedhopf (1944–1949)
23. Ludwig-Maximilians-Universität München – Georg Magnus (1936–1942), Emil Karl Frey (ab 1943)
24. Westfälische Wilhelms-Universität Münster – Hermann Coenen (1925–1945)
25. Universität Rostock – Johann Carl Lehmann (1936–1950)
26. Eberhard-Karls-Universität Tübingen – Willy Usadel
27. Universität Wien – Leopold Schönbauer (I., ab 1939), Wolfgang Denk (II., ab 1931)
28. Julius-Maximilians-Universität Würzburg – Ernst Seifert (1939–1945)
29. Universität Zürich – Alfred Brunner (ab 1942)

## Bundeswehr
Die Bundeswehr hat beratende Fachärzte im Beraterstab der Inspekteure. Darüber hinaus gibt es in der Gruppe BSO (Beratende Sanitätsoffiziere) Chirurgen, die früher den Amtschef des Sanitätsamtes der Bundeswehr  berieten und heute den Inspekteur des Sanitätsdienstes beraten.

## Sonstige
Auch die Berufsgenossenschaften haben beratende Chirurgen.